# Болотов, Георгий Фёдорович
Болотов Георгий Федорович (1903—1986) — заместитель начальника Главного управления кораблестроения ВМФ СССР, контр-адмирал-инженер.

## Биография
Георгий Фёдорович Болотов родился 6 сентября 1903 года в Санкт-Петербурге. В Военно-Морском Флоте с сентября 1922 года.
Окончил Военно-морское подготовительное училище в Ленинграде (октябрь 1924), кораблестроительный отдел Военно-морского инженерного училища имени Ф. Э. Дзержинского (декабрь 1929).
Помощник командира роты 2-го балтийского флотского экипажа (декабрь 1929 — февраль 1930), член комиссии по наблюдению за постройкой кораблей в Ленинграде (февраль 1930 — март 1933).
Старший приемщик комиссии по наблюдению за постройкой кораблей в городе Хабаровске (март 1933 — январь 1935).
На той же должности в городе Владивостоке (январь 1935 — декабрь 1937).
Начальник 1-го отделения 2-го отдела (декабрь 1937 — февраль 1941), 2-го (ноябрь 1941 — сентябрь 1944), 3-го (февраль — ноябрь 1941 и сентябрь 1944 — май 1946) отделов Управления кораблестроения ВМФ СССР.
Заместитель начальника Управления подводных кораблей Главного управления кадров ВМС СССР (май 1946 — апрель 1953).
На должности штаба экспедиции он успешно выполнил правительственное задание по обеспечению перевода кораблей с 8-го ВМФ на Северный флот и обратно.
Командир ЭОН-50 (май — июнь 1950), в ходе которой было выполнено правительственное задание по перевозке подводных лодок по железной дороге с Балтийского на Чёрное море.
Заместитель начальника 2-го (апрель 1953 — июнь 1955), 3-го (июнь 1955 — май 1956) отделов, главного инженера по подводным лодкам (июнь 1953 — май 1956), Управления подводных кораблей (май 1956 — июнь 1958), УК (июнь 1958 — май 1960) ГУК ВМФ СССР.
Из аттестации (1959): «Является опытным инженером-кораблестроителем-подводником. Хорошо знает вопросы проектирования, строительства и испытаний подводных лодок. Находясь длительное время в Главном управлении кораблестроения, хорошо освоил специфику работы Центрального управления и совершенно свободно ориентируется во всех взаимоотношениях с государственными учреждениями, заводами, совнархозами, флотами и Центральными управлениями ВМФ и МО. Технические и организационные вопросы, связанные со строительством подводных лодок, решает быстро и правильно… В работе организован. Умело и с охотой собирает и изучает опыт отечественного и иностранного подводного кораблестроения и использует его для улучшения качества проектирования и строительства новых подводных лодок».
С мая 1960 — в запасе по болезни.
Умер 31 мая 1986 года. Похоронен на Митинсковском кладбище Москвы.

## Награды
- орден Ленина (1947),
- два ордена Красного Знамени (1944, 1953),
- орден Отечественной войны I степени (1946),
- орден Отечественной войны II степени (1985),
- два ордена Красной Звезды (1944, 1959),
- медали,
- именное оружие (1953).